# Smrt fašizmu – sloboda narodu!
Smrt fašizmu – sloboda narodu! bio je poklič iz Drugog svjetskog rata. Njime se služio dio pripadnika pokreta otpora osovinskim osvajačima i njihovim suradnicima. Koristio se i na službenim dokumentima tijekom i u godinama poslije rata. Koristila se i skraćenica "SFSN!", a u crtežima se često vidi zajedno sa stisnutom šakom.
Slogan je postao popularan nakon što je Srpska državna straža pogubila partizana Stjepana Filipovića, koji je 22. svibnja, 1942. godine u Valjevu s užetom oko vrata na vješalima prkosno uzdigao ruke uzvikujući: "Smrt fašizmu – sloboda narodu!"[Potreban citat, pogledati Razgovor članka.]